# Personaggi di Eden: It's an Endless World!
Nel manga di Hiroki Endo Eden: It's an Endless World! vi sono numerosi personaggi.

## Personaggi principali
- Elia Ballade, figlio di Enoa e di Hana, anche se vorrebbe farsi chiamare con il cognome che ha preso la madre (Mayool) con cherubino inizia le sue avventure in una terra inesplorata, scampato al rapimento della madre e della sorella da parte di Propater. Stringe amicizia con Helena, una prostituta.
- Enoa Ballade, figlio di Cris e di Linda. Il suo vero nome è Ennoia. Venne abbandonato dal padre in giovane età ed affidato a Rain dopo la morte della madre, ucciderà inconsapevolmente il padre difendendo se stesso e Hana con il robot Cherubino, da un'incursione di Propater ad Eden. Con l'amica di infanzia Hana avrà tre figli: Gina, Elia e Mana. una volta cresciuto sarà a capo di una vasta organizzazione criminale dedita al narcotraffico. Morirà nel tentativo di bloccare il Big barrel. Immune al closure e al disclosure virus.
- Hana Mayool, amica di infanzia e compagna di Enoa, disgustata dal comportamento del marito ripudierà il cognome facendosi chiamare Mayool. Rapita insieme alla figlia Mana da Propater, rimarrà paralizzata e perderà parte della memoria, durante il tentativo di liberarla.
- Cherubino, robot utilizzato più volte nel corso della serie: la prima volta da Maya poi ricostruito da Enoa servirà prima lui e poi suo figlio Elia, verrà utilizzato anche da Sofia durante diverse battaglie. Sarà l'artefice di molte uccisioni, fra cui quella di Cris, di Enoa e di Karn.[1]
- Helena Montoya, prostituta che incontra Elia e il gruppo dei Nomad; diverrà il primo amore di Elia e sarà da lui vendicata dopo esser stata brutalmente aggredita e mutilata da Pedro.
- Miriam Arona, sottoufficiale nata nell'89, esperta di arti marziali innamorata di Leonardo, alla fine avrà un bambino con Elia Ballade.

## Propater
- Kante Azebed, presidente africano fantoccio, perde entrambi i genitori in Congo, e anche sua sorella e suo fratello mentre fuggivano da una squadra che li sterminò[2]
- John Magus, tenente colonnello, partito per una missione spaziale mancò dalla terra per sette anni, al suo ritorno decide di prendere nelle sue mani il potere dei propater uccidendone i capi.[3]
- Riz Demille, una delle donne più importanti dell'organizzazione, autrice del duplice rapimento di Hana e Mana.
- Petras Cote, chiamato anche Akineetos, uno degli uomini più forti dell'organizzazione, ferisce Eizan alle braccia, tagliandole di netto.
- Jason Lee, vecchio amante di Sofia, cyborg che si è impiantato il cervello nel corpo di un bambino, abilissimo combattente e stratega
- Irma Shaolan Lee, figlia di Sofia e di Jason, ha un rapporto conflittuale con la madre. Abilissima con la spada sarà lei a mutilare Sofia e Kenji.
- Osamu Okita, appartenente alla 17 unità speciale di Propater, sottotenente. Sarà lui ad uccidere Wyecliffe e Cachua, dopo un estenuante combattimento contro Kenji verrà ucciso da Elia.

## Nomad
- Karn Nazarbaief, capitano veterano georgiano, la sua famiglia venne sterminata ad opera di Propater[4]
- Sofia Teodores, hacker che ha avuto 8 figli prima di subire un'operazione che l'ha tramutata in un cyborg
- Kenji Asai, giapponese abile nell'uso delle armi. Allievo di Karn che vede in lui la figura del fratello maggiore.
- Wyecliffe, soldato del corpo del genio, abile conoscitore di armi esplosive, nel suo passato è stato testimone di atrocità compiute dai guerriglieri che sfruttavano le mine costruite da lui.[5] Muore cercando di salvare Cachua per redimersi dai suoi peccati
- Amira Abdura, giovane professoressa di biologia molecolare, la prima Nomad ad apparire nella storia[6] chiederà a Ryuichi Asai e ai suoi uomini di aiutarla fingendosi un appartenente dell'alleanza islamica. Perirà nell'intento di eliminare i sopravvissuti, venendo uccisa da Kenji.

## Altri personaggi
- Cris Ballade, milita nell'esercito con il grado di maggiore, marito di Linda e padre di Enoa. Quando sua moglie venne catturata dai militari albanesi durante una missione dell'ONU non si fece scrupoli nel collaborare con i Propater, un'organizzazione segreta, per farla fuggire in Grecia.[7] Tradito dal suo migliore amico, torna cercando vendetta ma viene ucciso prima di poterla effettuare dal robot Cherubino riprogrammato da suo figlio Enoa.
- Rain Morris, amico di infanzia di Cris Ballade, gay dichiarato, innamorato del suo amico, lo tradisce offrendolo ai suoi nemici offrendogli un vaccino falso.[8] Si prende cura dei figli dell'amico coprendone la figura paterna, rimane inizialmente paralizzato. Il suo amico viene ad ucciderlo ma viene salvato da Cherubino
- Maya, essere misterioso che ripete spesso di essere nato per salvare il mondo, ha un corpo fisico ma riesce ad apparire in forma spettrale ai vari personaggi della serie. Il suo vero scopo è accompagnare gli esseri umani all'interno del colloide.
- Letia Aleetheia, controparte di Maya, creata per dare un futuro all'umanità, controlla gli Aion e si ribella a Propater[9]
- Cachua, ragazza costretta a prostituirsi dopo aver visto morire il fratello che cercava di scappare dal villaggio, diventata amica di Helena cerca di fuggire con lei ma i Nomad la catturano. Dopo aver stretto amicizia con Wyecliffe e gli altri cerca di rendersi utile, al termine dell'operazione il suo corpo mutilato viene terminato da Karn.[10]
- John Skinner, zio di Miriam, giornalista londinese, viene prima ferito in un attacco e poi ucciso da Petras Cote dopo essere riuscito a spedire tutti i dati in suo possesso alla sede del suo giornale di Londra.[11]
- Leonardo Pessoa, si innamora di Helena che nel frattempo aveva smesso di fare la prostituta, dimessosi dagli incarichi pensa a fuggire con lei, verrà ucciso con la compagna il giorno della partenza per via della sua amicizia con i Ballade.
- Jonathan Feyenman, vive nell'isola di Lizard. Dopo la morte dei suoi figli cercò di salvare la vita di suo nipote ma lo trasformò in un mostro e lo uccise. Pieno di rimpianti decide di installare il suo cervello in un cane-cyborg dopo aver creato dei robot identici alla famiglia che aveva perso. Teme che anche la sorella di Elia, Mana farà la stessa fine di suo nipote Frank.[12],
- Automater, donna a capo dell'organizzazione, temuta da tutti riceve solo Elia ed Enoa, una donna che all'età di 22 anni ha saputo che non poteva avere figli, da allora si diverte a crescere uomini come desidera lei. Secondo il suo parere un uomo meraviglioso è un uomo condannato a vincere sempre compiendo sempre più peccati.[13]
- Tony Imoa, uomo fidato di Enoa.
- Al Hakim, nome in codice mellow man,[14] cecchino.
- Nikko O'Brian, braccio sinistro di Enoa, alla fine lo tradirà portando Cherubino e Hana spinto da Maya al Big barrel.
- Chad Ursua, autista, si è fatto sparare in un attacco per inscenare un rapimento voluto, nell'occasione sopravvisse per via del giubbotto antiproiettile,[15]
- Mana Ballade, sorella di Elia viene rapita con la madre all'inizio della storia[16]
- Gina Ballade, altra sorella di Elia vista nelle storie brevi.[17] morirà in un attentato, dopo essersi disintossicata dalla droga e aver deciso di diventare medico; la sua dolorosa vicenda sarà la causa della rottura dei rapporti fra i genitori.
- Manuela prostituta e amica di Helena vivendo con lei nel suo stesso bordello. La cosa più evidente di lei è il suo comportamento contorto e autolesionante. È l'amante di Pedro. Hanno trascorso l'infanzia insieme. Pedro tentò più di una volta di fermare la sua dipendenza da droga ma senza successo. Manuela scappò pochi mesi dopo dall'istituto di recupero tornando a drogarsi. Dalle sue relazioni rimase incinta di uno sconosciuto a diciassette anni, dando alla luce un maschio. Manuela senza grandi problemi lo vendette quasi subito per procurarsi la droga. Solo dopo si vergonò orribilmente per ciò che fece, definendosi una donna orribile. La relazione che ha con Pedro è alquanto singolare: benché crescendo entrambi hanno frequentato altre persone essi non hanno mai avuto alcun rapporto fisico, definendo la loro relazione rimasta come quando erano ragazzi al loro primo amore. Manuela ebbe in seguito una bambina: Cecilia da un'altra relazione che infine tenne con sé. Elia le si affezionerà molto, vedendola come una sorella minore. Manuela decide in ultimo di scappare con Pedro, per un'altra città convincendo la figlia ad aspettarla, alla stazione del treno per andare infine un nuovo posto dove vivere, ma in realtà Manuela l'abbandonerà, per andare da Pedro e scappare, dimostrando infine di non essere cambiata. A seguito di questo Cecilia verrà uccisa da un sicario di un'organizzazione criminale. Elia scoprendo la sua morte, colmo di vendetta uccide Manuela con un colpo alla testa, punendola per avere abbandonato per la seconda volta un figlio.
- Pedro è un boss criminale che gestisce affari illeciti per le strade, tra cui spaccio e prostituzione. Come molti altri bambini, ha avuto un'infanzia travagliata in un mondo devastato dal virus Clavis. Vivendo per strada, ha imparato che solo il più forte sopravvive, sviluppando un insaziabile desiderio di potere e la determinazione a fare qualsiasi cosa per ottenerlo. Crescendo, ha scalato le vette della malavita facendosi un nome. Dimostrò subito la sua forza con la violenza, uccidendo e torturando chiunque si mettesse contro di lui. Ha un amico d'infanzia, cresciuto con lui come un fratello, che considera l'unica famiglia rimastagli. La sua relazione con Manuela è molto particolare: i due furono prima amici e poi si innamorarono durante l'infanzia. Manuela divenne una prostituta e tossicodipendente. Pedro cercò di farla smettere, ma invano. Alla fine, decise di darle lui stesso la droga, ma a dosi controllate per evitare che Manuela andasse in overdose. Per proteggerla, Helena la accolse nel suo bordello, sia per tenerla d'occhio sia per prendersene cura. Pedro continuò a vigilare su di lei, senza mai rinunciare al loro legame. Quando in città la situazione divenne pericolosa – a causa dell'ascesa di organizzazioni criminali più potenti della sua e dell'intervento massiccio della polizia – Pedro decise di fuggire. Portò con sé Manuela e il fratello adottivo, fuggendo in aereo sotto falsa identità. A causa di un fallimento del piano, Monica la figlia che Manuela si era portata alla stazione del treno viene uccisa da un serial Killer. Elia che aveva il compito di uccidere Pedro, scoprendo la sua morte, colmo di vendetta, per la bambina che vedeva come una sorella, spara da lontano, uccidendo Manuela con un colpo alla testa e infine il fratello di Pedro, lasciando lui da solo. Pedro viene infine circondato dalla polizia, ma questo scioccato, estrae la pistola e spara a Elia che ormai si è già allontanato. Il compagno di Elia si appresta infine a sparare a Pedro, ma questi si ferma osservando sorpreso, Pedro che si punta la pistola alla testa e si suicida, nonostante il tentativo dei polizziotti di fermarlo.